# Every little thing :2003 tour MANY PIECES
『every little thing :2003 tour MANY PIECES』（エブリリトルシング2003ツアー メニーピーシーズ）は、Every Little Thingのライブビデオ。

## 概要
ライブ映像作品としては『Concert Tour 2001 4 FORCE』以来、2年2か月振りとなる。
2003年発売の5thアルバム『Many Pieces』を携えてのツアーであり、本ツアーからは、アコースティックコーナーが設けられるようになり、以後のツアーもこれが継承されていくことになる。

## 収録曲

### DISC1
1. jump
2. Grip!
3. self reliance
4. flavor★
5. stray cat
6. Time goes by
7. For the moment (アコースティックバージョン)
8. 出逢った頃のように (アコースティックバージョン)
9. nostalgia
10. fragile
11. (When) Will It Rain
12. キヲク

### DISC2
1. AMBIVALENCE
2. Shapes of love
3. Future World
4. Dear My Friend
5. UNSPEAKABLE
6. Free Walkin'
7. ささやかな祈り
8. 愛の謳
Bonus Track
9. ファンダメンタル・ラブ 2003 tour edition PV